# 呂号第百十二潜水艦
|          |                                                             |
| 艦歴     |                                                             |
| 計画     | 昭和17年度計画（マル急計画）                                |
| 起工     | 1942年6月20日                                               |
| 進水     | 1943年3月25日                                               |
| 就役     | 1943年9月14日                                               |
| その後   | 1945年2月11日雷撃により沈没                                 |
| 亡失認定 | 1945年2月20日                                               |
| 除籍     | 1945年5月10日                                               |
| 性能諸元 |                                                             |
| 排水量   | 基準：525トン 常備：601トン 水中：782トン                   |
| 全長     | 60.90m                                                      |
| 全幅     | 6.00m                                                       |
| 吃水     | 3.51m                                                       |
| 機関     | 艦本式24号6型ディーゼル2基2軸 水上：1,000馬力 水中：760馬力 |
| 電池     | 1号15型120個                                                |
| 速力     | 水上：14.2kt 水中：8.0kt                                    |
| 航続距離 | 水上：12ktで3,500海里 水中：3ktで60海里                     |
| 燃料     | 重油：50トン                                                |
| 乗員     | 38名                                                        |
| 兵装     | 25mm機銃連装1基2挺 魚雷発射管 艦首4門 53cm魚雷8本           |
| 備考     | 安全潜航深度：75m                                           |

呂号第百十二潜水艦（ろごうだいひゃくじゅうにせんすいかん）は、日本海軍の潜水艦。呂百型潜水艦（小型）の13番艦。

## 艦歴
1942年（昭和17年）の昭和17年度計画（マル急計画）により、1942年6月20日、川崎重工業泉州造船所で起工。1943年（昭和18年）3月25日進水。1943年9月14日、川崎重工業神戸造船所で竣工し、二等潜水艦に類別。同日、呉鎮守府籍となり、訓練部隊である第一艦隊第11潜水戦隊に編入された。
11月25日、第11潜水戦隊は第六艦隊所属となる。
12月25日、第8潜水戦隊第30潜水隊に編入。
26日、呂112は呉を出港し、スラバヤに移動。1944年（昭和19年）1月19日、スラバヤを出港。オーストラリア周辺海域に進出して哨戒を行う。その後、スラバヤに戻った。
3月初め、呂112はスラバヤを出港し、哨戒を行う。3月19日1138、南緯08度02分 東経115度25分 / 南緯8.033度 東経115.417度のバリ島北方沖で浮上航走中、米潜ラッシャー(USS Rasher, SS-269)に発見され、艦尾から魚雷4本を発射されるが、呂112が進路を変更したため命中しなかった。25日、スラバヤに到着。同日、第30潜水隊の解隊に伴い、第7潜水戦隊第51潜水隊に編入された。
4月11日、呂112はスラバヤを出港し、20日にサイパンに到着。24日、サイパンを出港し、ニューギニア島北方沖に進出して哨戒。29日、メレヨン島南方沖に移動して哨戒。5月6日、サイパンに到着。
15日、呂112はサイパンを出港し、あ号作戦のためにナ散開線に配備された。18日、米軍はナ散開線の存在を暗号解読により認識したため、米護衛駆逐艦イングランド(USS England, DE-635)、ジョージ(USS George, DE-697)、ラビー(USS Raby, DE-698)の3隻からなる対潜部隊が向かった。27日、ナ散開線で対潜部隊により潜水艦数隻が撃沈されたことがわかったため、呂112は100浬北西に移動して哨戒を行う。6月8日、トラックに到着。
同年6月14日、呂112はトラックを出港し、マリアナ沖海戦に参加。27日、トラックに到着。7月7日、トラックを出港し、17日、横須賀に到着。その後呉に移動する。8月15日、第51潜水隊の解隊に伴い、呉鎮守府呉潜水戦隊に編入され練習潜水艦となる。
9月25日、第33潜水隊に編入。
10月20日、第六艦隊第34潜水隊に編入。
23日、呂112は呉を出港し、フィリピン東方沖に進出し哨戒。11月21日、馬公に到着。
30日、呂112は馬公を出港し、ラモン湾東方沖に進出し哨戒。12月28日、呉に到着。
1945年（昭和20年）1月22日、呂112は呉を出港しルソン島西方沖に進出し哨戒。2月7日、高雄に到着。
8日、呂112はルソン島アパリの残留搭乗員の救出に向かうべく高雄を出港していくのを最後に消息不明。
アメリカ側記録によると、2月11日1915、ルソン海峡で米潜バットフィッシュ(USS Batfish, SS-310)はレーダーで船を探知。1時間後、潜水艦と思われる艦影を発見。しばらくすると潜航し、30分後に浮上した。バットフィッシュはレーダーを頼りに目標に接近し、2210に魚雷を4本発射。魚雷が命中した潜水艦は吹き飛び、瞬時に轟沈した。これが呂112の最期の瞬間であり、艦長の湯地淳大尉以下乗員61名全員戦死。沈没地点はカミギン島付近、北緯18度53分 東経121度50分 / 北緯18.883度 東経121.833度
2月20日、ルソン海峡で亡失と認定され、5月10日に除籍された。

## 歴代艦長

### 艤装員長
- 不詳

### 艦長
- 近藤文武 大尉：1943年9月14日 - 1944年8月5日[7]
- 松島茂雄 大尉：1944年8月5日 - 8月31日[7]
- 坂本道二 大尉：1944年8月31日 - 10月14日[7]
- 上杉一秋 少佐：1944年10月14日 - 1945年1月5日[7]
- 湯地淳 大尉：1945年1月5日 - 2月11日戦死[7]